# Delphinium lipskii
Delphinium lipskii là một loài thực vật có hoa trong họ Mao lương. Loài này được Korsh. mô tả khoa học đầu tiên năm 1902.